# Can Cirera (la Cellera de Ter)
Can Cirera és una casa de la Cellera de Ter (Selva) inclosa a l'Inventari del Patrimoni Arquitectònic de Catalunya.

## Descripció
Edifici entre mitgeres de tres plantes i una sola crugia, cobert a doble vessant a façana.
La planta baixa consta d'un portal i de la part exterior d'un forn. El portal és adovellat de pedra sorrenca amb grans blocs. La porta és de fusta amb una reixa senzilla a la part superior i un esglaó cobert de rajols per a l'accés. Pel que fa al forn, cal destacar que és poc comú, ja que ocupa la planta baixa i el primer pis.
El primer pis té un balcó fet d'obra i rajol, amb barana senzilla i l'obertura emmarcada de còdols rierencs.
El segon pis té dues finestres. Una d'elles està emmarcada de pedra sorrenca, té tres blocs de suport inferiors, motllures als muntants i l'ampit i una llinda monolítica amb decoració vegetal de forma triangular al centre de la base. L'altra està emmarcada de rajols i té forma d'arc de mig punt. A la part inferior existeix un balcó no emergent amb barana de fusta.
El ràfec està format per una doble filera de rajols plans i a la teulada emergeix una gran xemeneia de secció rectangular feta de rajols.

## Història
Antigament el carrer d'Amunt només tenia cases al costat nord, ja que al sud tancava l'horta de Can Dalmau (Veure la fitxa referent a Can Dalmau de La Cellera de Ter, Selva), la casa senyorial més imponent, encara avui, de la Plaça de la Vila. Aquest carrer era el camí de pas cap al Plantadís. Fins al segle xix fou el sector més viu del poble, ja que era on hi havia la fonda, l'hostal, l'escola i l'Ajuntament (abans no es traslladés a la Plaça el 1914 i a l'Avinguda de Montserrat el 1990).